# Timimoun
Timimoun (în arabă تيميمون) este o comună din provincia Adrar, Algeria.
Populația comunei este de 33.060 de locuitori (2008).